# Seleniolycus
Seleniolycus és un gènere de peixos de la família dels Zoarcidae en l'ordre dels Perciformes.

## Taxonomia
- Seleniolycus laevifasciatus (Torno, Tomo and Marschoff, 1977)
- Seleniolycus pectoralis (Møller & Stewart, 2006)
- Seleniolycus robertsi (Møller & Stewart, 2006)